# Igreja Matriz de Paranhos
Paranhos é outra das freguesias mais recentes do Porto. Foi zona de campos até há muito pouco tempo. A Igreja Matriz de Paranhos data de pelo menos 1123, se não for mais antiga, pois 1123 é apenas a primeira referência documental, nada inviabiliza uma existência mais remota. 
Desse período conhecemos pouco. Terá sido uma igreja em estilo românico, semelhante a tantas outras do Entre Douro-e-Minho. A igreja que vemos hoje assemelha-se a muitas das igrejas das aldeias do Norte de Portugal. Porque Paranhos era mesmo uma aldeia, até ser incorporada na malha urbana do Porto. Desconhece-se a sua data de construção, mas sabe-se que foi reconstruída em 1845. Tal facto é compreensível colocando-o em contexto: Paranhos foi um campo de batalha muito usado e estratégico nas Invasões Francesas  e nas Lutas Liberais, principalmente no último caso. Torna-se agora compreensível o estado ruinoso da igreja.
A fachada é ladeada por duas torres sineiras, sendo que uma delas data do século XIX e a outra foi construída em 1946. Cada uma tem um relógio: um é de sol, de 1878, e o outro é mecânico, de 1857. O seu interior tem uma só nave separada da capela-mor por um arco cruzeiro. É portanto uma igreja muito singela, que pode vir a ser suplantada, dado que se pensa em construir uma nova matriz para Paranhos, mais moderna.